# Кузьминская (Холмогорский район)
Кузьминская — деревня в Холмогорском районе Архангельской области.

## География
Находится в центральной части Архангельской области на расстоянии приблизительно 8 км на северо-восток по прямой от административного центра района села Холмогоры на восточном берегу острова Ухтостров в нижнем течении реки Северная Двина.

## История
Упоминается с 1678 года, когда здесь было учтено 12 жителей мужского пола. В 1859 году здесь (тогда деревня Холмогорского уезда Архангельской губернии) было учтено 2 двора. До 2022 года входила в Ухтостровское сельское поселение до его упразднения.

## Население
Численность населения: 18 человек (1859 год), 8 (русские 100 %) в 2002 году, 4 в 2010.